# Червареца (Ређо Емилија)
Червареца је насеље у Италији у округу Ређо Емилија, региону Емилија-Ромања.
Према процени из 2011. у насељу је живело 613 становника. Насеље се налази на надморској висини од 910 м.